# Монти Пајтон — Житије Брајаново
Монти Пајтон — Житије Брајаново (енгл. Monty Python's Life of Brian) британска је комедија из 1979. године, коју је снимила „летећа дружина“ Монти Пајтон. Филм прати авантуре Брајана Коена (глумио га је Грејам Чепмен), младог Јеврејина који је рођен истог дана кад и Исус Христ у суседној кући, и кога касније погрешно сматрају месијом.
У филму је присутна сатира на рачун религије која је сматрана контроверзном у време његовог приказивања, због чега је филм називан „богохулним“ и против чега су протестовале неке верске групе. Тридесет девет градова у Уједињеном Краљевству је или забранило његово приказивање или је дозволило да буде приказиван само особама старијим од 18 година. Неке државе, попут Ирске и Норвешке су у потпуности забраниле приказивање, а те забране су трајале неколико деценија. Ово је био први филм групе Монти Пајтон који је у САД добио ознаку R. Његови аутори су искористили ове ставове у рекламне сврхе, истичући на промотивним постерима да је филм „толико смешан да је забрањен у Норвешкој!“.
Филм је постигао велики финасијски успех; те године је био четврти најуспешији филм у Уједињеном Краљевству и најуспешнији британски филм приказан у САД те године. Од тада је задржао своју популарност, а неколико часописа и телевизијских мрежа га је прогласило „најбољом комедијом свих времена“.

## Радња
Брајан Коен је рођен у штали неколико метара од оне у којој је рођен Исус Христ, што је у почетку збунило тројицу мудраца који су дошли да се поклоне будућем краљу Јевреја. Много година касније, Брајан је израстао у идеалистичког младића који се опире римској окупацији Јудеје, иако је сам полу-Римљанин. Док је походио Исусову беседу на гори, Брајану је за око запала згодна бунтовница Јудит. Жеља за њом и мржња коју осећа према Римљанима су га навели да се придружи Народном фронту Јудеје, једној од бројних фракција и ратоборних сепаратистичких покрета, које проводе више времена у међусобном сукобу него у борби против Римљана. Брајанов први побуњенички задатак је писање графита на зграду римског гувернера; римски центурион се згражава кад види да је његов натпис на латинском граматички неисправан (Romanes eunt domus) па га натера да за казну стотину пута на зиду напише правилно „Римљани идите кући“ (Romani ite domum).
Након неколико несрећних аванатура и у бекству од Пилатових стражара, Брајан се нашао међу лажним мистицима и пророцима који држе говоре пролазницима на јерусалимској пијаци. Приморан да смисли нешто како би се уклопио и решио се стражара, Брајан брбља псеудорелигиозне поруке и брзо привлачи пажњу мале, али заинтересоване публике. Када су стражари отишли, Брајан покушава да оде, али је својим говорима несвесно инспирисао нови религиозни покрет. Маса га је почела пратити и сваку најмању необичну појаву поздрављају као „чудо“, што све Брајана јако нервира. Након што је побегао од масе, Брајан је налето на Јудит, са којом је провео ноћ у својој кући. Ујутро, отворивши прозоре, Брајан је открио да га ја огромна маса људи пратила до његове куће и да га сви сматрају месијом (Брајанова мајка гласно протестује говорећи: „Није он месија, он је један врло неваљали дечак“). Згрожени Брајан је немоћан да их натера да се предомисле, јер су све његове речи и радње одмах сваћене као религиозне доктрине.
Брајан не може да нађе мир ни у седишту НФЈ, где људи показују своја болесна тела тражећи од њега да их излечи. Након што се искрао из штаба, римски војници су коначно ухватили Брајана, који је одређен за распеће. У међувремену, огромна маса Јевреја се окупила испред Пилатове палате. Пилат (заједно са својим гостом Великусом Курцусом) покушава да смири опасност од немира дозволивши маси да одреди ко ће бити помилован. Међутим, руља само изговара свако име које садржи слово „Р“, како би се смејала Пилатовој неспособности да га изговори. На крају се појављује Јудит, која тражи Брајаново ослобађање, што маса понавља, пошто и ово име садржи слово „Р“. Пилат се на крају сложио да „освободи Бвајана“.
Пилатово наређење стиже до римских војника који су већ распели осуђенике, али ова сцена је пародија завршетка филма Спартак, у којој многи распети људи тврде са су управо они Брајан из Назарета (један човек чак каже: „Ја сам Брајан и моја жена исто“), па војници на крају ослобађају погрешног човека. И друге прилике да се Брајан ослободи су пропале, јер његови истомишљеници објашњавају зашто је потребно да оставе племенитог борца за слободу да остане буде разапет на врелом сунцу, док Брајанова мајка сматра да је распеће правична казна за његове несташлуке. Осуђен на дугу и болну смрт, Брајан ипак проналази храброст подстакнут од других распетих особа, које сви заједно певају песму Always Look on the Bright Side of Life.

## Улоге
| Глумац          | Улога                                                               |
| --------------- | ------------------------------------------------------------------- |
| Грејам Чепмен   | Брајан, Великус Курцус, један од три мудраца                        |
| Џон Клиз        | Реџ, свештеник, центурион, један од три мудраца                     |
| Тери Гилијам    | пророк, Џефри                                                       |
| Ерик Ајдл       | шаљивџија, Стен/Лорета, ценкарош, жена која баца први камен         |
| Тери Џоунс      | Брајанова мајка, Симон                                              |
| Мајкл Пејлин    | Понтије Пилат, бивши губавац, један од три мудраца, господин Носоња |
| Теренс Бајлер   | Грегори                                                             |
| Карол Кливленд  | госпођа Грегори                                                     |
| Кенет Коли      | Исус                                                                |
| Нил Инс         | Самарићанин                                                         |
| Џон Јанг        | Матијас                                                             |
| Су Џоунс Дејвис | Јудит Искариотска                                                   |
| Спајк Милиган   | пророк                                                              |
| Џорџ Харисон    | господин Пападопулос                                                |

Неколико ликова није имало имена у филму, али су добили имена која су коришћена у албуму са музиком из филма и на другим местима. На пример, у филму се не спомиње да је име вечитог шаљивџије којег је глумио Ерик Ајдл господин Дрски (Mr. Cheeky), или да се римски стражара којег је глумио Мајкл Пејлин звао Нисус Ветус.
Комичар Спајк Милиган је имао непланирану камео улогу пророка игнорисаног због тога што су његови пратиоци јурили за Брајаном. Милиган је пуким случајем био на летовању и посећивао је туниска бојишта из Другог светског рата у којима је он учествовао истовремено док су Пајтоновци снимали филм. Пајтоновци су једног јутра обавештени о његовом присуству и одмах га уврстили у сцену сниману у том тренутку. Милиган је отишао са снимања пре него што су снимаљени снимци у крупном кадру или за јавност.

## Политичка сатира
Филм исмева и револуционарне групе и британске левичаре из 1970-их, смештајући модерне стереотипе у историјско окружење. Све групе у филму се противе римској окупацији Јудеје, али падају у познати шаблон борбе између самих фракција око идеолошких разлика које се људима са стране чине толико малим да су занемарљиве. Мајкл Пејлин је да су ослободличке групе у филму засноване на данашњим покретима отпора, са нејасним скраћеницама које се не могу запатити и њиховим сукобљеним агендама.
Народни фронт Јудеје, који се најчешће појављује у филму, назива своје ривале отпадницима и дезертерима и жестоко се противи Јудејском народном фронту, Јудејском популарном народном фронту, Кампањи за слободну Галилеју и Популарном фронту Јудеје (ову последњу групу чини само један старац, чиме се исмева величина револуционарних троцкистичких фракција). Међусобне борбр су најдраматичније пријазане када Народни фронт Јудеје покуша да киднапује жену Понтија Пилата, али наилази на агенте Кампање за слободну Галилеју, па две фракције почињу борбу до смрти око тога ко је први смислио овај план. Када Брајан покуша да их одврати од међусобне борбе позивом да се боре против заједничког непријатеља (тј. Римљана), револуционари заустављају своју борбу и једногласно упитају Јудејски народни фронт?. Ипак, убрзо настављају своју борбу, док их двојица римских легионара гледају, и све док Брајан не преостане једини преживели после чега је ухапшен.
У другим сценама борци за слободу губе време у дебатама, а једна од ставки о којој се расправља је да убудуће не губе толико време на расправе. Ту је и чувена сцена у којој Реџ држи револуционарни говор питајући: „Шта су Римљани икада учинили за нас?“, после чега слушаоци набрајају све позитивне аспекте римске окупације као што су канализација, медицина, образовање, вино, јавни ред, наводњавање, путеви, водовод, здравствена заштита и мир, након које Реџ поново поставља питање: „Осим канализације, медицине, образовања, вина, јавног реда, наводњавања, путева, свеже воде и здравствене заштите, шта су Римљани икада учинили за нас?“.

## Продукција
Постоје различите приче о настанку Житија Брајановог. Убрзо након приказивања Монтија Пајтона и Светог грала (1975), Ерик Ајдл је сугерисао (без праве намере) да би наслов следећег филма ове групе могао бити „Исус Христ - Жудња за славом“ (игра речи на британски дистрибутерски назив америчког филма Патон) Ово је била последица фрустрације након што је више пута питан за наслов филма, иако Пајтоновци нису уопшште размишљали о теми трећег филма. Међутим, како су сви Пајтоновци делили негативан став према организованој религији, после похвале критичара и финансијског успеха Светог грала, ускоро су почели озбиљно да размишљају о филму који ће сатиризовати новозаветну еру на исти начин како је Свети грал сатиризовао легенду о краљу Артуру. Док су промовисали Свети грал у Амстердаму, Ерик Ајдл и Тери Гилијам су смислили причу у којој се крст на који је разапет Исус распада због невештих столара који су га направили, а он им љутито објасни како правилно да направе крст. Ипак, после ране фазе смишљања филма, упркос томе што су сви нерелигиозни, сложили су се да је Исус био „дефинитивно добар момак“ и да нису нашли ништа што би исмевали у његовим учењима. Ајдл је касни изјавио: „он (Исус) није нарочито смешан, оно што он говори није за исмевање, то је врло пристојна ствар...“ Након што су се одлучили да Брајан буде име главног лика, једна од идеја је била да он буде тринаести апостол. На крају је преовладала идеја о особу рођеној у исто време и на истом месту, кога ће околина погрешно сматрати месијом, али да он неће желети да има следбенике.
Писање сценарија је почело децембра 1976, а први нацрт је завршен до средине 1977. Коначна верзија је била завршена у јанару 1978. Филм не би био снимљен без помоћи бившег члана Битлса и обожаваоца Монтија Пајтона Џорџа Харисона, чија је продуцентска компанија Хендмејд филмс дала 3 милиона фунти. Харисон је уложио новац јер је желео да види филм. Првобитни продуценти ЕМИ Филмс, су се повукли у последњем тренутку због теме филма. Због тога, филм се завршава речима: „Рекао сам му: 'Берни, они никада неће зарадити назад свој новац на овоме“, задиркивајући директора компаније Бернарда Делфонта због његовог недостатка вере у пројекат. Тери Гилијам је касније рекао: „Они су повукли у четвртак. Екипа је требало да крене у суботу. Катастрофа... То је зато што су коначно прочитали сценарио...". Као награду за своју помоћ, Харисон се појављује у малој улози господина Пападопулоса, који је накратко рукује са Брајаном. Његова једина реч у филму је синхронизована касније.
Редитељска улога на овом пројекту је поверена само Терију Џоунсу, након договора са Гилијамом (који је био коредитељ Светог грала). Продукција Светог грала је често била помпезна због њихових редитељских разлика. Гилијам је филму поново допринео са две анимиране секвенце (један од њих је на уводној шпици) и преузео одговорност за сценографију. Ипак, ово није ставило тачку на њихове размирице. У коментару који је пратио DVD издање филма, Гилијам је са поносом истакао једну сцену, главну дворану Пилатове палате, која је дизајнирана тако да подсећа на стари јудејски храм који су Римљани преобратили уношењем одлика римске архитектуре (као што су мермерни подови и стубови). Гилијам је такође радио на мат сликама, коришћеним у првој сцени када тројица мудраца стоје насупрот звезданог неба или у сцени која даје илузију да је цела палата исписана графитима. Гилијамов допринос је и сцена где Брајан случајно скаче са високе зграде и нехотице пада унутар свемирског брода који га води са собом у међузвездани рат.
Филм је сниман на локацијама у туниском граду Монастиру, користећи исте сцене коришћене у филму Исус из Назарета (1977) Франка Зефирелија. Многи мештани су унајмљени као статисти за потребе снимања „Житија Брајановог“. Друге сцене су снимане у Сусу (спољашње зидине Јерусалима и капија), Картагини (римски амфитеатар) и Матмати (беседа на гори и распеће). Грејем Чепмен, још увек у проблемима због алкохолизма, је био одлучан да игра главну улогу (у једном тренутку желео ју је и Џон Клис) толико да је непосредно пред снимање оставио алкохол и поред свог глумачког задатка био и доктор на снимању. Након снимања филма од 16. септембра до 12. новембра 1978, радна верзија филма у трајању од два сата је монтирана за прво приватно приказивање у јануару 1979. Током наредних неколико месеци Житије Брајаново је поново поново монтирана и приказивана пред различитом публиком, па у коначној везији недостају читаве сцене.